# طوم روبر
طوم روبر هو سياسي أسترالي، ولد في 6 مارس 1945. نشط حزبياً في حزب العمال الأسترالي. وقد انتخب عضو الجمعية التشريعية  في فيكتوريا ‏.